# Joaquín Núñez del Cuvillo
Joaquín Núñez del Cuvillo  est un élevage (ganadería) espagnol de toros de lidia du XXe siècle et du début du XXIe siècle.  D'origine Osborne et Carlos Núñez, il s'étend sur deux propriétés : « El Grullo » et « El Lanchar », situées à Vejer de la Frontera, dans la province de Cadix, en Andalousie. Ses couleurs sont blanc, vert et rouge. L'ancienneté à Madrid de l'élevage remonte au 13 mai 1991.

## Historique
Flores Albarrán a divisé son élevage en plusieurs lots dans les années 1950, une partie a été récupérée par María Francisca Flores Sánchez, puis vendue aux frères Osborne Domecq en 1957. L'élevage est alors modifié avec des étalons de la ganadería José Luis Osborne Vásquez jusqu'en 1982, date à laquelle Joaquín Núñez del Cuvillo achète l'élevage et y intègre des vaches et étalons de Juan Pedro Domecq, du Marquès de Domecq, de Torrealta et de Sayalero y Bandrés. 

## Présentation
Les taureaux de lidia de Núñez del Cuvillo font actuellement partie des ganaderías préférées des toreros à égalité avec les Juan Pedro Domecq. Elle fait également partie de celles qui combattent le plus souvent dans une temporada (saison) tout comme les Victoriano del Rio. En 2001, il a participé à 121 corridas et fourni 135 taureaux. 
Núñez del Cuvillo est inscrit à l'Agrupación des Toros de Lidia.
Cet élevage est modernisé comme celui de Juan Pedro Domecq, il suit l'évolution de tous ses animaux en les enregistrant sur vidéo depuis la ganadería jusqu'à l'arène et en conservant les caractéristiques généalogiques de chacun d'eux. Depuis 1992, c'est un des éleveurs les plus importants.

## Anthologie
Avec son fils Álvaro, Joaquín Núñez del Cuvillo a connu un grand succès avec le toro Comilón qui a été honoré d'un tour de piste à Tomelloso en 1983.
Le 30 avril 2011, le toro Arrojado a été le premier dans l'histoire des arènes de Séville à être gracié. C'était à l'issue d'une faena magistrale de José María Manzanares fils.